# Craugastor pygmaeus
Espèce
Synonymes
- Eleutherodactylus pygmaeus Taylor, 1937
- Microbatrachylus albolabris Taylor, 1940
- Microbatrachylus minimus Taylor, 1940
- Microbatrachylus imitator Taylor, 1942

Statut de conservation UICN

 VU B1ab(iii) : Vulnérable
Craugastor pygmaeus est une espèce d'amphibiens de la famille des Craugastoridae.

## Répartition
Cette espèce se rencontre du niveau de la mer à 2 000 m d'altitude :
- au Mexique dans le sud du Michoacán, au Mexico, au Veracruz, au Guerrero, en Oaxaca et au Chiapas ;
- au Guatemala dans la Sierra Madre de Chiapas.

## Publication originale
- Taylor, 1937 : New species of Amphibia from Mexico. Transactions of the Kansas. Academy of Science, vol. 39, p. 349-363.